# ラストベルト

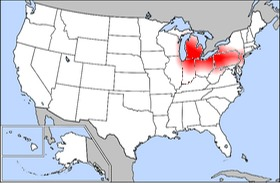
ラストベルトの一帯

ラストベルト（英語: Rust Belt、赤錆地帯）とは、アメリカ合衆国の中西部地域と大西洋岸中部地域の一部に渡る、脱工業化が進んでいる地帯を表現する呼称である。
「rust」は「錆」（さび）という意味で、使われなくなった工場や機械を表現している。この地帯はボスウォッシュ回廊（ボストンとワシントンを結ぶ一帯）の西に始まり、そこから西方にウィスコンシン州東部までと定義できる。この領域の南はアパラチア山脈の炭田地帯であり、北は五大湖で、カナダのオンタリオ州の工業地帯を含んでいる。
ラストベルトは、アメリカ経済の重工業と製造業の重要な部分を形成している。しかし、この地域の多くの都市で製造職の外部委託化が進み、酷い不景気に落ちて地域ごと多角化を強いる事になった。中でも自動車産業の回復が急務となっている。
この地域で頭角を現している技術としては、液体水素燃料電池の開発、ナノテクノロジー、バイオテクノロジー、情報技術および認識技術がある。この地域は技術職の重要な供給源である。

## 地理的な定義
製造業は国中に存在してはいるが、この領域には大まかに以下のように定義されている。インディアナ州とオハイオ州の北部、ミシガン州のロウアー半島南部、ウィスコンシン州のミシガン湖岸特にミルウォーキー周辺、シカゴとイリノイ州北東部、ニューヨーク州北部特にバッファロー周辺、ニューヨーク市とニュージャージー州北部、ペンシルベニア州の大半、ウエストバージニア州の北部特に北部ペンハンドルと呼ばれる地域が入っている。重要な経済特性を分かち持つメリーランド州ボルティモアやデラウェア州ウィルミントンなど他の都市を含めることもある。セントルイスは製造業の中心と考えられるが、周りのミズーリ州やイリノイ州は領域には入らない。
隣接するカナダのオンタリオ州で特に南部と南西部を含めることがあり、国際的次元の考え方をなしている。この地域にはハミルトンやセントキャサリンズおよびウインザーのような工業化の進んだ都市がある。

## 歴史
この地域は、その場所故に製造業と重工業の中心となってきた。資源である石炭はウエストバージニア州南部、テネシー州およびケンタッキー州やペンシルベニア州西部と北東部で産出された。19世紀には国外からの移民によって人口の爆発的な増加をみた。また五大湖の水運も使いやすく、初期にはエリー運河、後には鉄道で東海岸と繋がっていた。この領域は合衆国でも最初に鉄道が敷設された地域の一つであり、ボルチモア・アンド・オハイオ鉄道・アレゲニー陸路鉄道は最も初期のものである。石炭、鉄鉱石などの原材料は周りの地域から船に積まれて鉄鋼業の中心となったピッツバーグなどの都市に送られた。シンシナティは石炭産業の中心地として栄えた。シカゴ、クリーブランド、バッファロー、デトロイトおよびトレドは五大湖の主要港として栄え、鉄道で輸送可能な地域への中継点となった。
1960年代以降、グローバリゼーションと世界的自由貿易合意の拡大は、アメリカ合衆国の労働者には悪条件であった。低賃金で生産できる国との厳しい競争で開発途上国との貿易が拡大した。1970年から1971年の不況に始まって、生産が国外に移転され合衆国内の製造職の数が減り始めた。国内の仕事はサービス産業に傾くようになり、また新しい種類の製造職が頭角を現してきた。
アメリカの製造業の雇用数減退は北西部や中西部での工場の廃棄につながり、これを強調する「ラストベルト」（赤錆地帯）という別名が付いた。製造業の雇用は減少したが、アメリカの生産量は確実に増加している。2000年以降は貿易用品の生産量は減少しているためにある意味で貿易問題とはなっているものの、アメリカは世界でも優れた生産地域の地位は確保している。アメリカの製造業は労働集約型の生産工程では低賃金の国に負けるのでこの領域から離れ、高付加価値製品の生産と先進的無人化生産方式に移行している。その困難さにもかかわらずラストベルトの領域はアメリカでも輸出量で一番の地域である。
経済の仕組みの変遷は、1985年に始まった対中国貿易赤字を始め、日本、台湾および大韓民国のようなアジア諸国に対しても赤字額が増えている。このような合衆国内での展開に対して反グローバリゼーション抗議を含め、国内の政治的反論がある。自由貿易の反対論者は、外国の労働者に利益をもたらす一方で、アメリカの労働者に押し付けられた困難な経済状態を非難している。自由貿易の支持者は低賃金の開発途上国に労働基準や環境基準が無いことが、不公平競争であり外国の労働者や住民にとって有害であると批判している。アメリカの経済界の指導者や政府の役人からは、中国政府がその外国為替レートを安く維持し、市場原理に基づくよりも輸出品価格を安価にしているとかなり批判している。
近年、このラストベルト領域の都市人口は郊外へ移っている。2000年の国勢調査の結果からみると、デトロイト、フリント、クリーブランド、フィラデルフィア、ピッツバーグ、エリー、化学産業の重要な中心であるナイアガラフォールズ、バッファロー、ビンガムトン、ロチェスター、アクロン、トレド、シラキュース、セントルイスなど多くの都市がこの傾向にある。ただし、以前の中心街は活性化されている。北部の諸州はこの傾向を逆転させるために「クールシティーズ」唱導を採り始めた。2004年の人口推計では、ラストベルトの諸州平均で約2%の正味人口増加を見せている。ただし、多くの退職年代の者が南部へ移動した。
経済学者は一般に製造業が経済の富を作り出す部分であるのに対し、サービス産業は富を消費するものだと見なしている
。
強い製造業基盤を賞賛する経済学者は、安い労賃でコストの鞘を取る外部委託は相互の利益を生まない絶対利益の例であり、相互利益を生む相対利益の例ではないとして反対している
。
新生技術は、アメリカ合衆国のラストベルトにおける先進的製造業の雇用機会を新たに成長させた。製造業は、国家的社会基盤と国の防衛のために、重要な物質的支援を果たしている。
政治的な面においては、民主党が環太平洋パートナーシップ協定への参加を進めたことからブルーカラーの反発を招き2016年アメリカ合衆国大統領選挙では元々共和党寄りであったインディアナ州だけでなく、長年民主党の地盤であったミシガン州・ウィスコンシン州・ペンシルベニア州が相次いで離反し、環太平洋パートナーシップ協定交渉離脱を掲げる共和党候補のドナルド・トランプを支持した。これにより、トランプが大統領選を制したという見方も強く「ラストベルトはトランプをアメリカ合衆国大統領にした地」と言われることもある。
2018年には、ピッツバーグ、バッファロー、クリーブランドなどの都市部には、Googleの親会社Alphabet、Uber、Amazon.comなど、アメリカ合衆国を代表する企業が集まりつつあり、これに呼応するように、以前は見向きもされなかった不動産への投機も活発になりつつあった。
また2019年には、デトロイトにもアルファベット傘下のWaymoが出資するなど、変化の兆しが見受けられる。